# Elisabeth van Thüringen
Elisabeth van Thüringen,  of Elisabeth van Hongarije (Sárospatak, 7 juli 1207 — Marburg, 17 november 1231), landgravin van Thüringen, is een populaire heilige in de Rooms-Katholieke Kerk.

## Biografie
De heilige Elisabeth van Thüringen werd geboren in Sárospatak in Hongarije in 1207. Zij was de dochter van Andreas II van Hongarije (1175–1235) en diens echtgenote Gertrudis van Andechs-Meranië (vermoord in 1213). Ze was de nicht van Agnes van Praag.

### Huwelijk en kinderen
Reeds op vierjarige leeftijd werd er een huwelijk voor haar "geregeld". Vanaf dat moment werd ze opgenomen in het Duitse gezin van haar toekomstige echtgenoot. In 1221 trad ze daadwerkelijk in het huwelijk met Lodewijk IV van Thüringen. Ze was zeer gelukkig met hem en ze kregen een zoon en twee dochters:
- Herman II (1222-1241), landgraaf van Thüringen
- Sofia (1224-1275), huwde met Hendrik II van Brabant
- Gertrudis (1227-1297), werd abdis in het klooster van Altenberg

In 1224 stelde zij Konrad von Marburg aan als haar geestelijk leidsman die haar met de roede strafte en lange periodes van vasten oplegde. Tijdens de hongersnood van 1226 staat Elisabeth heldhaftig de armen terzijde. Hoewel haar man haar de wacht aanzegt, gaat zij door met het bakken en uitdelen van broden. Op een dag komt ze op straat de graaf tegen, die ziet dat ze haar schort gevuld heeft. Hij laat haar het schort openen, maar in plaats van broden liggen er rozen in. Eenzelfde verhaal wordt ook verteld over Elisabeth van Aragón, koningin van Portugal en over Casilda van Toledo. (Zie verder iconografie.) Aan het huwelijk komt abrupt een einde als Lodewijk, in 1227 op kruistocht met keizer Frederik II, in Otranto sterft aan de pest. In haar verdriet verklaart Elisabeth: "De wereld en alles wat het leven aangenaam maakt, is nu dood voor mij."

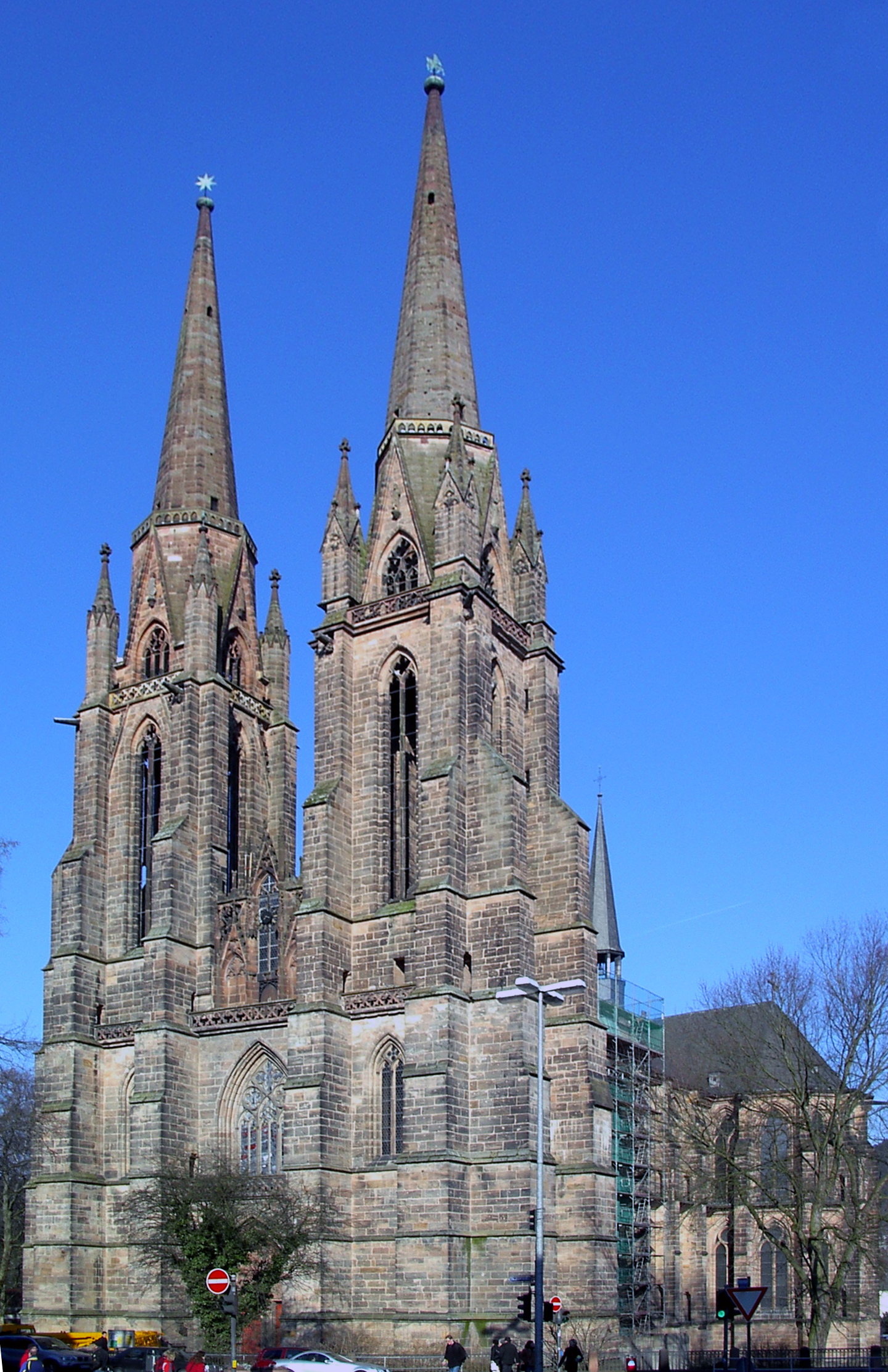
St. Elisabethkirche (Marburg)

Maar het wordt haar nog moeilijker gemaakt. Omdat ze Lodewijk gezworen had nooit meer met een ander te willen trouwen, weigert ze een huwelijksaanzoek van haar zwager. Deze neemt haar kinderen af en zij wordt door de adel beroofd van al haar bezit, met inbegrip van het kasteel de Wartburg waaruit ze wordt verdreven. Van paus Gregorius IX krijgt zij een schadeloosstelling in geld en goed en mag ze op slot Marburg gaan wonen.
In 1229 wordt ze lid van de Derde orde van Franciscus van Assisi en gaat ze haar verdere leven de zieken verzorgen in het Franciscaanse ziekenhuis dat ze liet bouwen bij het slot Marburg. Daarom zijn tot in de 19e en 20e eeuw honderden hospitalen naar haar genoemd. Een Nederlands voorbeeld hiervan is het Sint Elisabeth of Groote Gasthuis te Haarlem dat in de 14e eeuw werd gesticht. In het wapen van dit ziekenhuis de drie kronen (Hongarije, Bohemen en Thüringen) van Elisabeth. Op 24-jarige leeftijd sterft ze in 1231 op slot Marburg.

### Na haar dood

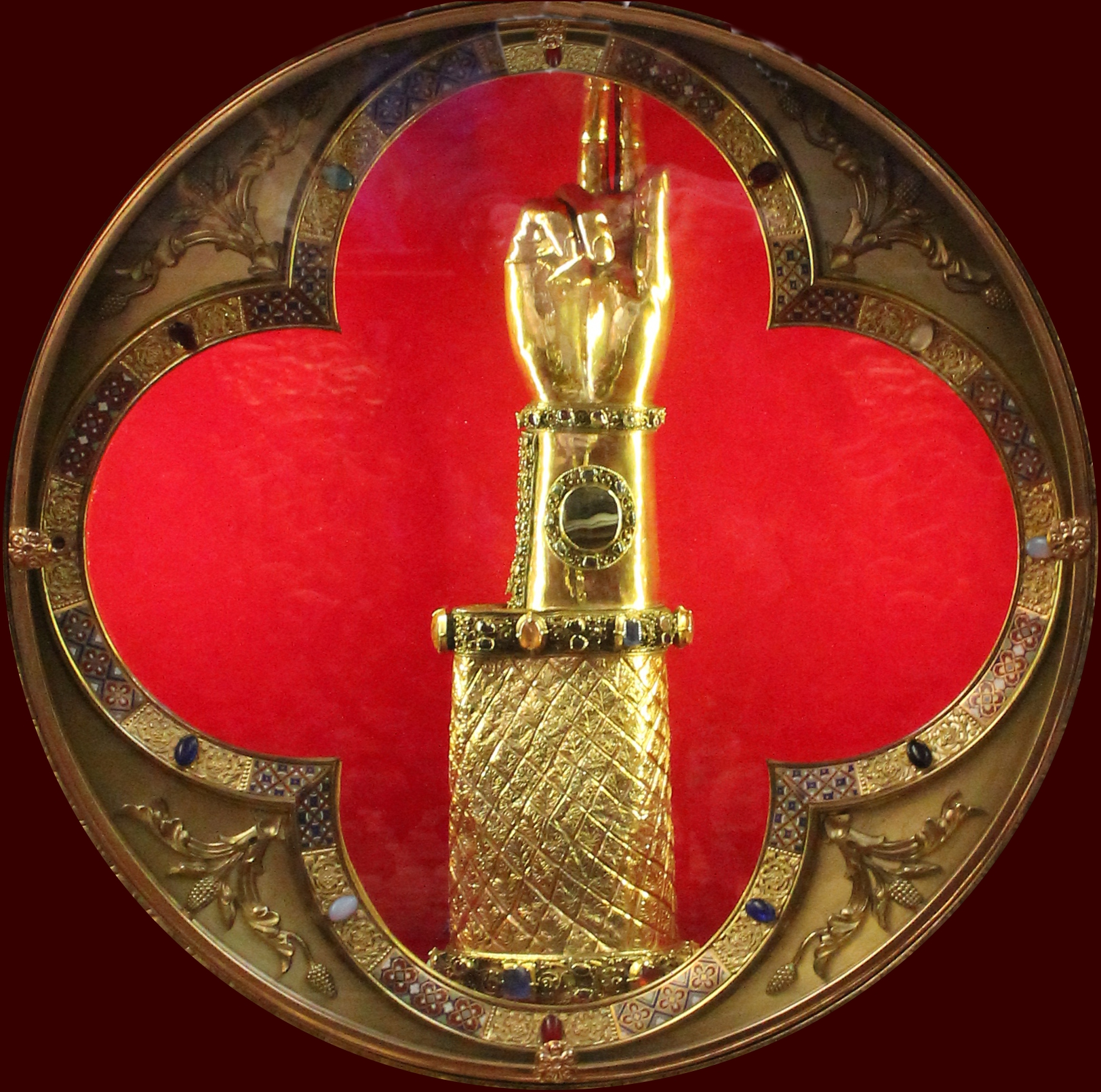
Armreliekschrijn van St. Elizabeth in de kasteelkapel in Sayn

Haar biechtvader Konrad van Marburg liet haar drie dagen lang opbaren wat zeer ongebruikelijk was in de 13e eeuw. Hieruit kan men afleiden dat hij waarschijnlijk vrijwel onmiddellijk na haar dood het plan had opgevat te pleiten voor haar heiligverklaring. Elisabeths lichaam werd in een kapel van het door haar opgerichte ziekenhuis bijgezet en het werd in toenemende mate vereerd. Zij zou sinds de dag van haar dood op 17 november 1231 wonderen hebben verricht. In 1235 werd zij door paus Gregorius IX effectief heilig verklaard. Bij Elisabeths heiligverklaring was keizer Frederik II aanwezig. Hij schonk een kroon voor de vervaardiging van een reliekschrijn.
Haar vita, de Vita sancti Elyzabeth lantgravie werd in de periode 1236/37 op schrift gesteld door de bekende schrijver en monnik Caesarius van Heisterbach. Hij deed dit in opdracht van de prior en broeders van Duitse Huis in Marburg, die hem hiervoor de benodigde informatie opstuurden.
De stichting van de Elisabethkerk in Marburg hangt samen nauw met de heiligverklaring van de landgravin.
In 1234 werd het door Elisabeth gestichte hospitaal met toestemming van paus Gregorius IX overgedragen aan de Duitse Orde. In datzelfde jaar trad Elisabeths zwager, landgraaf Konrad von Thüringen toe tot de Duitse Orde; hij werd in 1239 grootmeester. Konrad zette zich dusdanig in voor de verering en canonisering van Elisabeth dat zij een van de patroonheiligen werd van de Duitse Orde. Zo werd zijn rol binnen de Orde als het ware gelegitimeerd door een verbinding met het Thüringense vorstenhuis. Hierbij dient wel vermeld dat hetzelfde Thüringense vorstenhuis Elisabeth verstootte toen zij na de dood van haar man weigerde te hertrouwen met haar zwager.
Elisabeth werd de patrones van de caritas, van Hongarije, van ziekenhuizen, verpleegsters, bakkers, bruiden, kantklossers, gravinnen, stervende kinderen, bannelingen, bedelaars, wanhopige mensen, weduwen, wezen en weduwnaars, en van de Derde Orde van Franciscus.
 Ook in Nederland en Vlaanderen werden zieken- en verpleeghuizen naar haar vernoemd.
Haar feestdag wordt gevierd op 17 november.
In Beieren bestaat sinds 1766 een adellijke Sint-Elisabeth-orde die Elisabeth van Hongarije als patroonheilige heeft gekozen. Het Keizerrijk Oostenrijk kende van 1898 tot 1918 een Elisabeth-Orde.
In Nederland zijn er drie watersnoodrampen naar haar genoemd omdat ze op of rond haar naamdag (toentertijd 19 november) vielen: De St Elisabethsvloed van 1404, 1421 en 1424. Mede onder invloed van deze overstromingen ontstond 600 jaar geleden de Biesbosch.

## Iconografie
Elisabeth wordt doorgaans afgebeeld als koningin met de kroon op het hoofd. Zij heeft als attributen een kan en brood. Soms heeft zij rozen in haar schoot. Dikwijls knielt er een bedelaar aan haar voeten die zijn hoed ophoudt, terwijl Elisabeth er geld in stort. Vaak heeft zij niet één maar drie kronen bij zich. Men zegt dat ze drie kronen verdiende; de kroon der martelaren om haar boetedoening, de kroon der maagden om haar zuiverheid en de kroon der predikers om haar goede voorbeeld. Of ook dat zij gedurende drie levensperioden uitblonk in heiligheid; in haar maagdelijke staat, als echtgenote en als weduwe.
Deze iconografie toont gelijkenissen met deze van de heilige Elisabeth van Portugal.

## Galerij

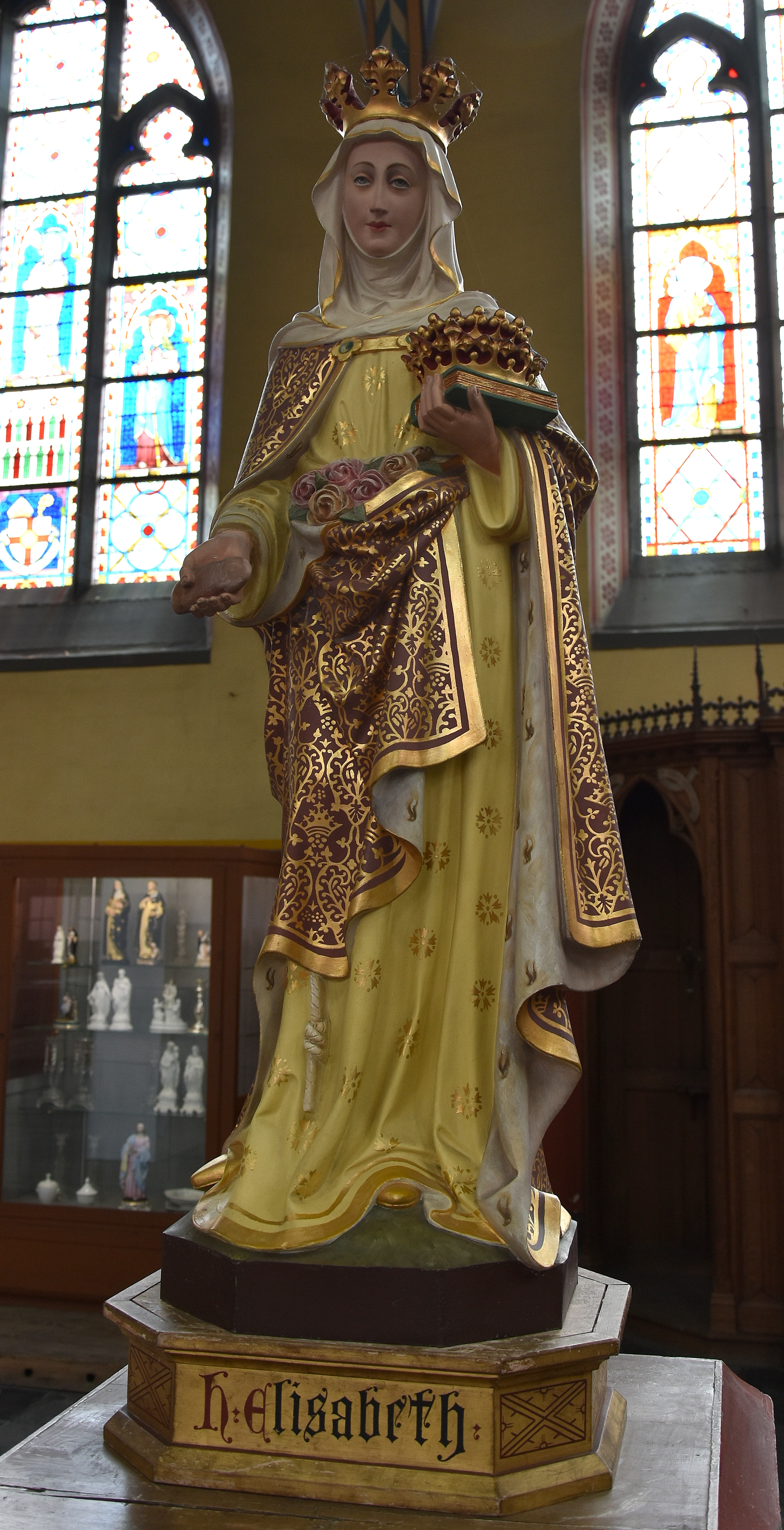
Elisabeth in de Begijnhofkerk Heilige Elisabeth
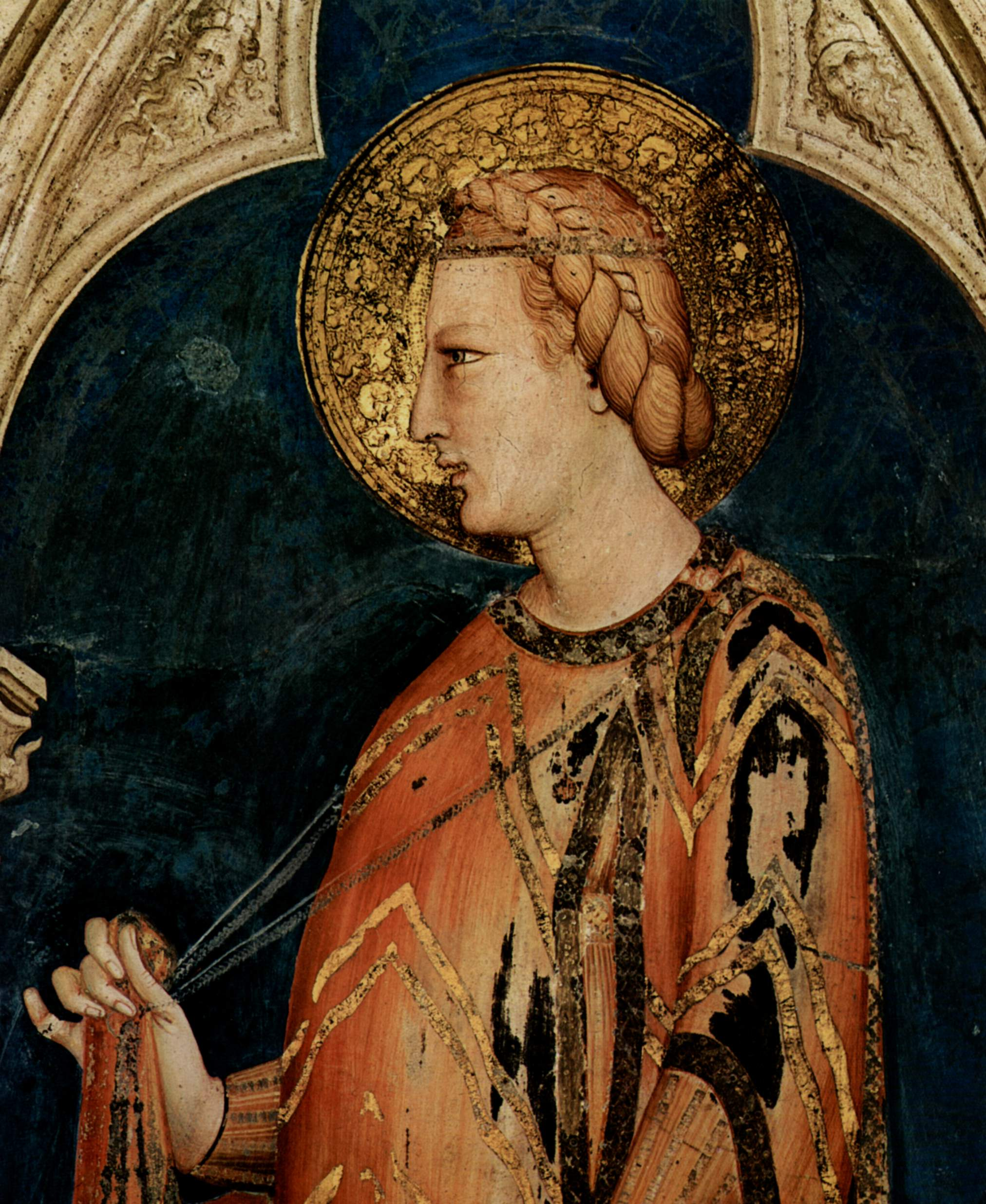
Afbeelding door Simone Martini
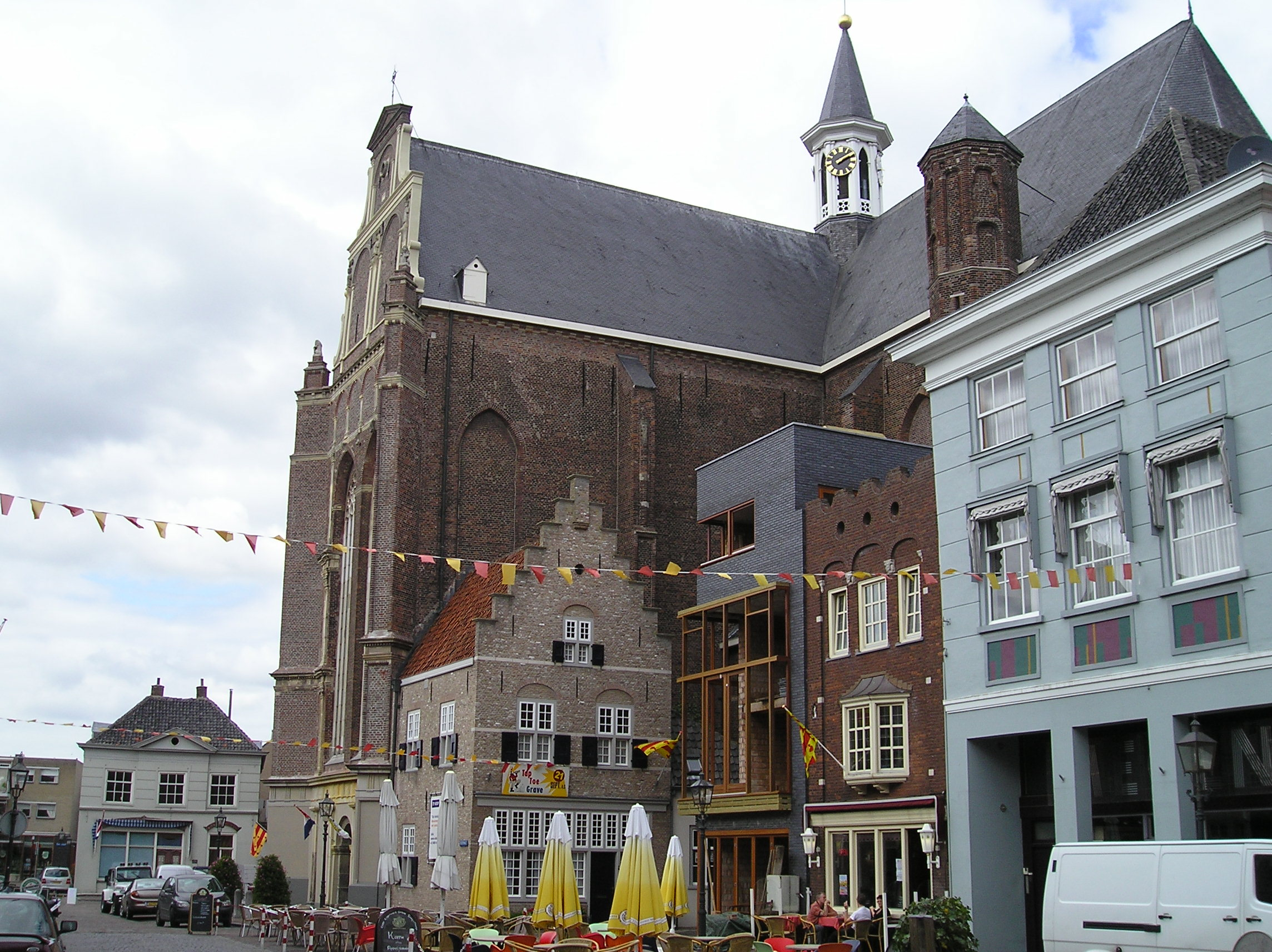
Sint Elisabethkerk in Grave
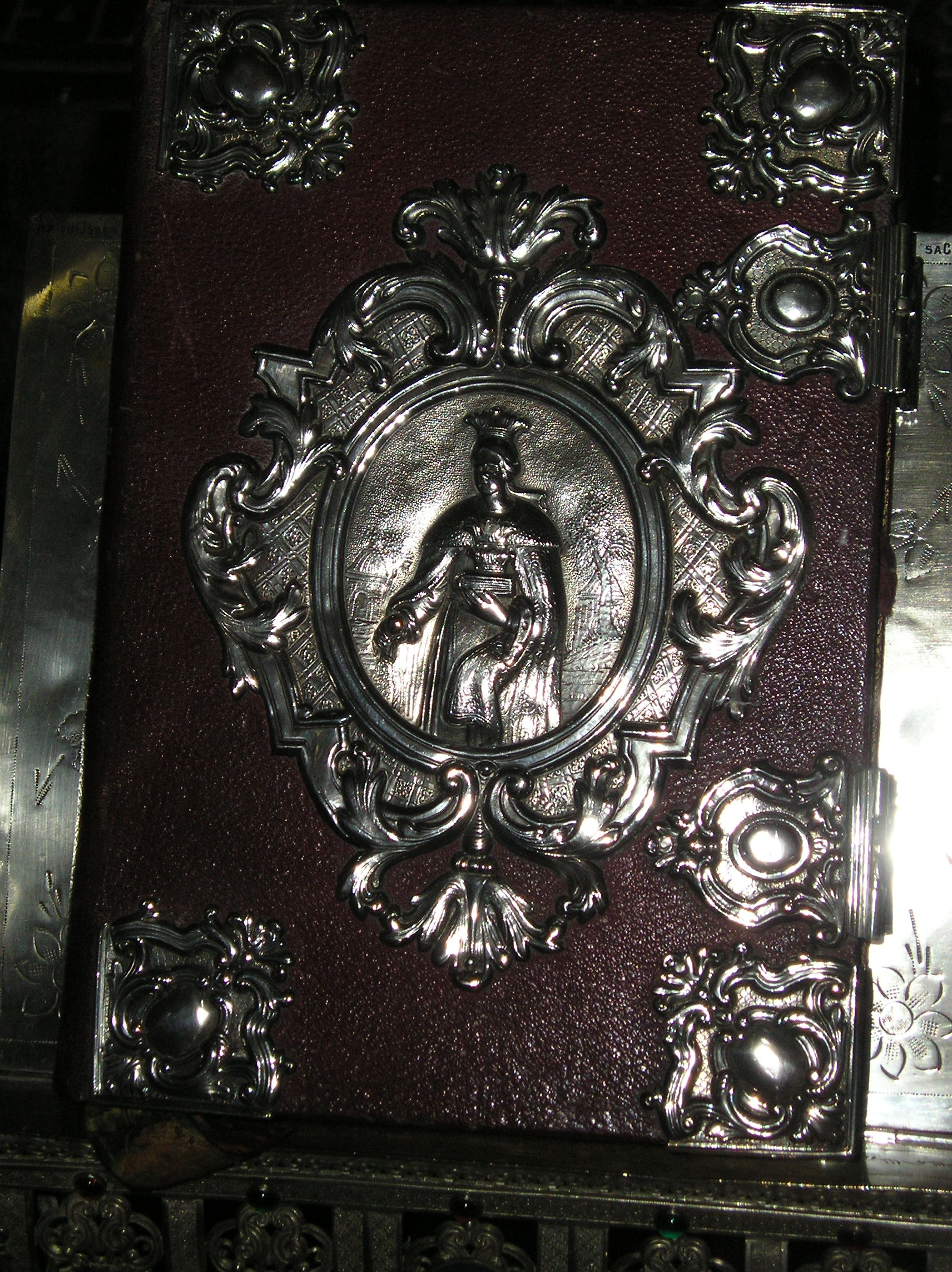
Afbeelding in de Sint Elisabethskerk te Grave
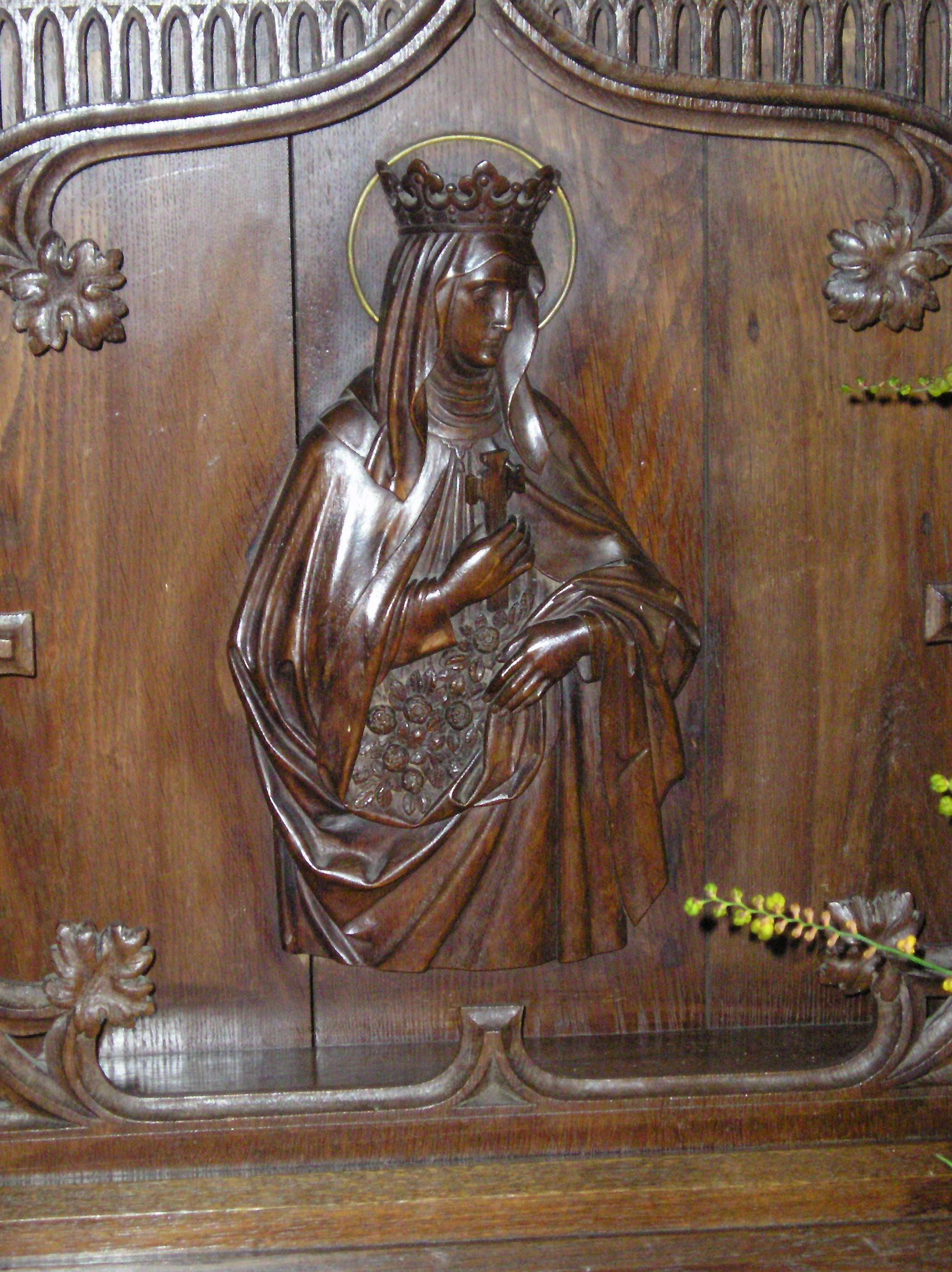
Afbeelding in de Sint Elisabethskerk te Grave
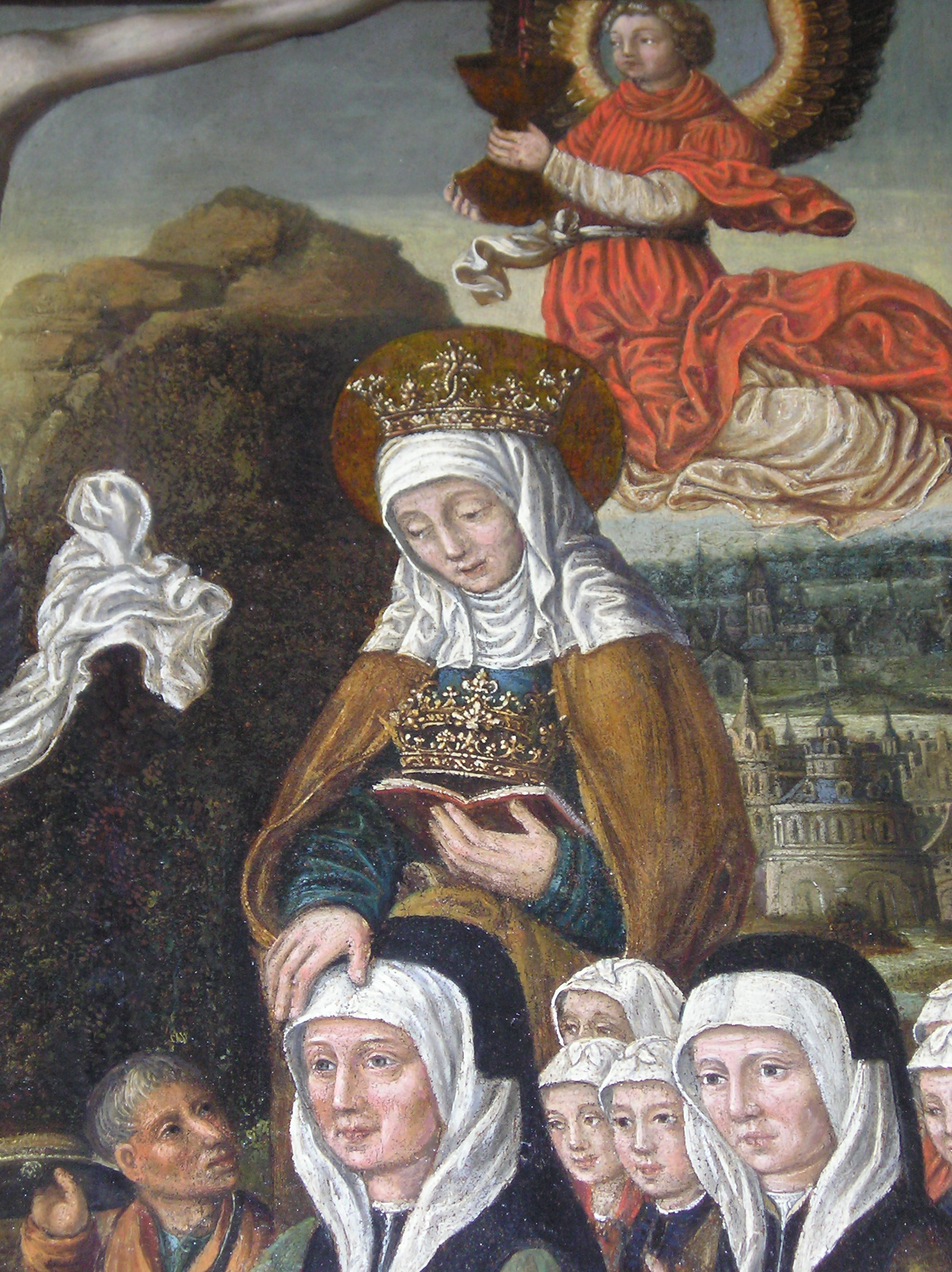
Afbeelding in de Sint Elisabethskerk te Grave
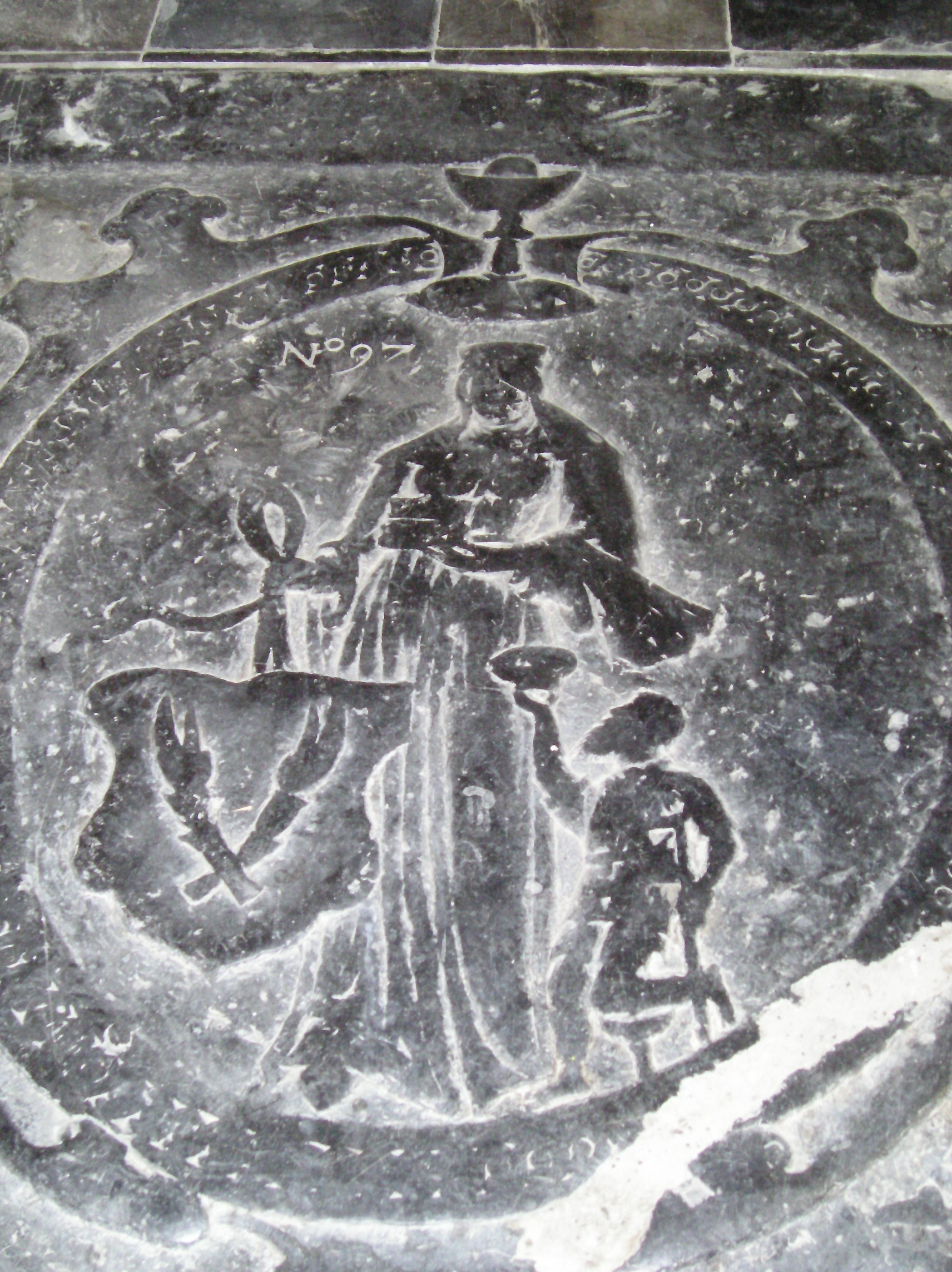
Afbeelding in de Sint Elisabethskerk te Grave
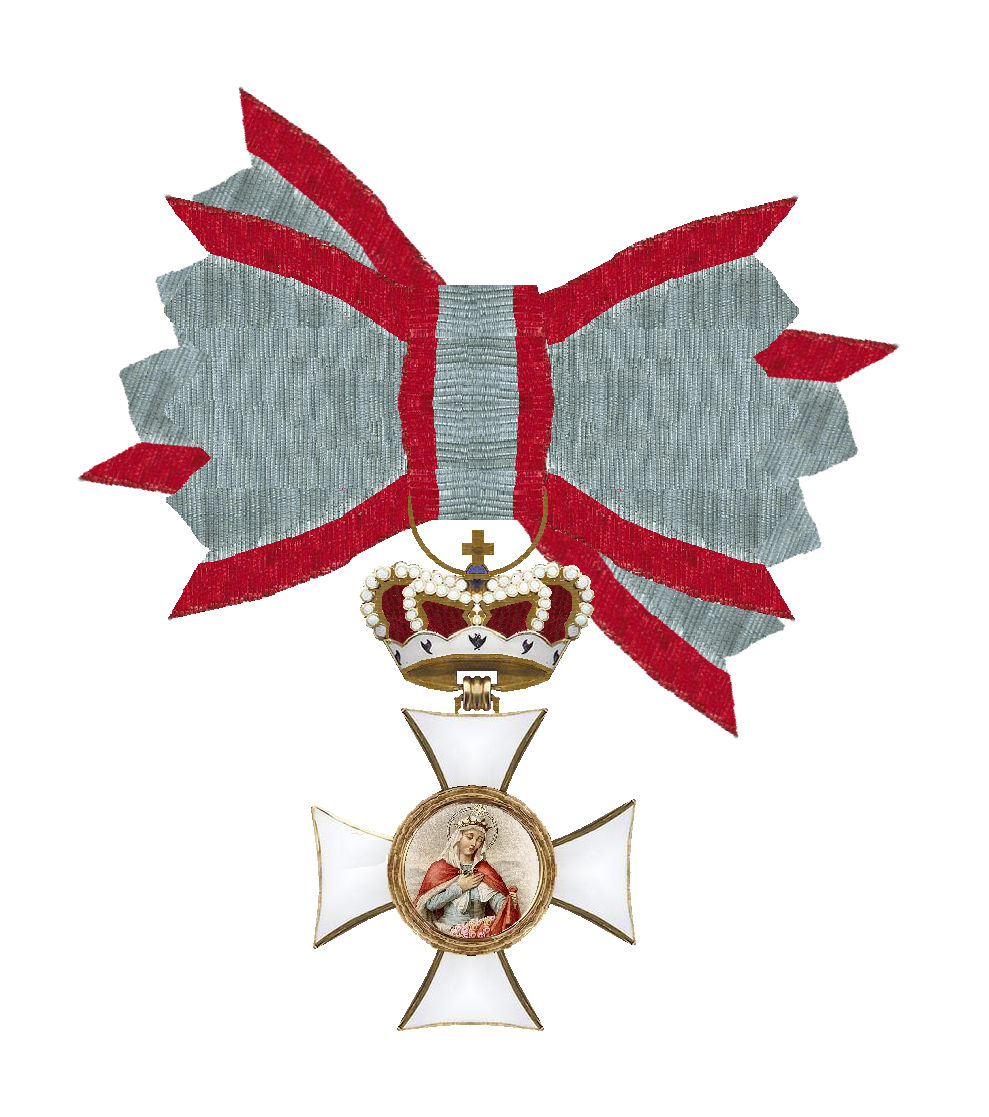
Versiersel van de Beierse damesorde
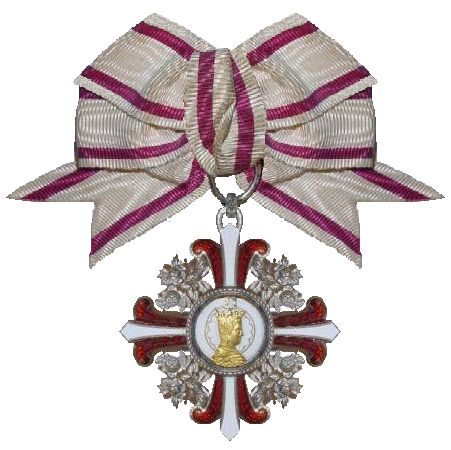
Versiersel van de Oostenrijkse damesorde
De heilige Elisabeth, Opper-Gelre, ca. 1510